# Onchocalanus cristatus
Onchocalanus cristatus is een eenoogkreeftjessoort uit de familie van de Phaennidae. De wetenschappelijke naam van de soort is voor het eerst geldig gepubliceerd in 1904 door Wolfenden.